# Єсболат Нуржумбаєв
Єсболат Нуржумбаєв (каз. Есболат Нуржумбаев; нар. 12 грудня 1993) — казахський борець вільного стилю, срібний призер Азійських ігор. Майстер спорту міжнародного класу.

## Життєпис
Вихованець актауської школи вільної боротьби.
Найкращим досягненням Нуржумбаєва в кар'єрі борця стала срібні медаль Азійських ігор, здобута ним у 2014 році в Інчхоні. На шляху до фіналу Нуржумбаєв з рахунком 5:0 виграв у досвідченого узбецького борця Уміджона Ісманова — чемпіона Азії 2013 року. У чвертьфіналі казахський борець здолав пакистанця Мухаммада Інама з рахунком 10:1. За вихід у фінал Есболат боровся з таджицьким спортсменом Баходуром Кадіровим та виграв у нього з рахунком 10:0. У фіналі актауський борець поступився досвідченішому іранцю Мейсаму Мустафі-Джохару.
На змаганнях представляє місто Алмати.

## Спортивні результати на міжнародних змаганнях

### Виступи на Азійських іграх
| Змагання           | Збірна    | Вагова категорія          | Місце  |
| ------------------ | --------- | ------------------------- | ------ |
| Азійські ігри 2014 | Казахстан | вільна боротьба, до 86 кг | Срібло |

### Виступи на інших змаганнях
| Змагання                                    | Збірна    | Вагова категорія          | Місце  |
| ------------------------------------------- | --------- | ------------------------- | ------ |
| Міжнародний турнір Дінмухамеда Кунаєва 2013 | Казахстан | вільна боротьба, до 84 кг | 10     |
| Кубок Тахті 2014                            | Казахстан | вільна боротьба, до 86 кг | 10     |
| Турнір Олександра Медведя 2014              | Казахстан | вільна боротьба, до 86 кг | 9      |
| Турнір Алі Алієва 2014                      | Казахстан | вільна боротьба, до 86 кг | 14     |
| Гран-прі «Іван Яригін» 2015                 | Казахстан | вільна боротьба, до 86 кг | 18     |
| Турнір Олександра Медведя 2015              | Казахстан | вільна боротьба, до 86 кг | 26     |
| Турнір Яшара Догу 2015                      | Казахстан | вільна боротьба, до 86 кг | 22     |
| Міжнародний турнір Дінмухамеда Кунаєва 2015 | Казахстан | вільна боротьба, до 97 кг | Бронза |
| Меморіал Вацлава Циолковського 2016         | Казахстан | вільна боротьба, до 97 кг | 13     |
| Турнір Дана Колова — Николи Петрова 2017    | Казахстан | вільна боротьба, до 86 кг | 20     |
| Турнір Володимира Семенова 2018             | Казахстан | вільна боротьба, до 97 кг | 8      |

### Виступи на змаганнях молодших вікових груп
| Змагання                                | Збірна    | Вагова категорія          | Місце |
| --------------------------------------- | --------- | ------------------------- | ----- |
| Кубок Фрейденфельдса серед юніорів 2013 | Казахстан | вільна боротьба, до 84 кг | 5     |